# Frank Elstner
Frank Elstner (Linz (Oostenrijk), 19 april 1942) is een Duitse presentator, radiomaker en bedenker van tv-programma's.

## Jeugd en opleiding
Elstner werd geboren in Linz aan de Donau als kind van twee acteurs en groeide op in Baden-Baden en Rastatt. Hij bezocht het Ludwig-Wilhelm-Gymnasium in Rastatt, totdat hij werd geroyeerd. Op 14-jarige leeftijd wisselde hij naar het Markgraf-Ludwig-Gymnasium in Baden-Baden. Als kind was hij misdienaar. Op vroege leeftijd maakte Elstner kennis met het medium radio, doordat hij voor de SWF meewerkte aan hoorspelen. Op 10-jarige leeftijd leende hij zijn stem aan Bambi. Zijn wens om theaterwetenschappen te gaan studeren in Freiburg, kon hij niet waarmaken wegens het niet afmaken van zijn studie.

## Carrière
Elstner werd in 1964 bekend als presentator en later ook als programmadirecteur van de Vier fröhlichen Wellen von Radio Luxembourg (tot 1983). Hij werd daar bekend onder zijn artiestennaam Frank. Tot zijn populairste programma's behoorden de zondagse Hitparade, Die großen 8 en de Luxemburger Funkkantine, die hij samen met andere presentatoren, zoals Dieter Thomas Heck, Jochen Pützenbacher en Helga Guitton presenteerde. Hij werd later door Gerd Bacher als expert voor jeugdradio en adviseur naar Wenen gehaald voor de oprichting van de nieuwe radiozender Ö3.
Elstners tv-carrière begon als presentator van Spel zonder grenzen, dat hij overnam van zijn voormalige chef Camillo Felgen bij Radio Luxemburg. In de jaren 1970 volgde Die Montagsmahler. In 1981 ontwierp hij de succesvolste tv-show van Europa, Wetten, dass …? (in Nederland uitgezonden als Wedden, dat..?), die hij 39 maal presenteerde van 1981 tot 1987. Daarna werd de presentatie overgenomen door Thomas Gottschalk. Voor de zomeruitzending van Wetten, dass..? op Mallorca in juni 2011 aanvaardde Elstner aan het einde van de uitzending nogmaals de presentatie van een weddenschap. Elstner ontwikkelde voor het ZDF meerdere showformaten. Toen echter de kijkcijfers van Nase vorn en Elstner und die Detektive niet aan de gestelde verwachtingen voldeden, wendde hij zich tot RTL met de Duitse versie van het quizprogramma Jeopardy!. In de jaren 1990 presenteerde hij Aber Hallo bij RTL.
Ten laatste werkte Elstner overwegend voor de Südwestrundfunk, waarvoor hij tot oktober 2015 de zaterdagavond-talkshow Menschen der Woche presenteerde. Van 2002 tot 2009 presenteerde hij bij de ARD als opvolger van Cherno Jobatey het programma Verstehen Sie Spaß? Tijdens de laatste uitzending stelde hij zijn opvolger Guido Cantz voor. Bovendien presenteerde hij tot begin 2005 de show Einfach Millionär van de ARD-Fernsehlotterie Ein Platz an der Sonne en maakte tot mei 2011 de wekelijkse prijswinnaars bekend, kort voor aanvang van de tv-serie Lindenstraße.
Vanaf september 2006 presenteerde Frank Elstner de nieuwe quizshow Die Besten im Südwesten. Bovendien presenteerde hij samen met de wetenschappelijke journalist Ranga Yogeshwar Die große Show der Naturwunder voor de ARD. Voor de ARD-Fernsehlotterie presenteerde hij tot eind 2011 Das unglaubliche Quiz der Tiere. In februari 2009 presenteerde hij de prijsuitreiking van de Goldene Kamera. In 2014 was hij als gastacteur te zien in een muziekvideo van de rapper Cro. In 2015, 2016 en 2017 maakte hij deel uit van het team Hoëcker in de quizshow Wer weiß denn sowas?

## Politiek
Elstner was ook politiek geëngageerd. Zo nam hij op 18 maart 2012 voor de CDU deel aan de verkiezingen voor de Duitse bondspresident.

## Privéleven
Frank Elstner is voor de derde maal getrouwd met Britta Gessler en is vader van vijf kinderen, waaronder de actrice Enya Elstner. Hij woont in Baden-Baden. Hij lijdt sinds zijn geboorte aan de oogziekte microftalmie en draagt een oogprothese.

## Onderscheidingen
- 1979: Verdienstkreuz am Bande van de Bondsrepubliek Duitsland
- 2000: Oostenrijker van de Eeuw in de category Show
- 2006: Opname in de hall of fame van de Rose d'Or naar aanleiding van het 25-jarig jubileum van zijn grootste succes Wetten, dass..?
- 2007: De Bayerische Fernsehpreis, uitgereikt door de Beierse minister-president voor zijn levenswerk.
- 2009: Verdienstmedaille van het land Baden-Württemberg
- 2012: Deutscher Fernsehpreis
- 2013: Gouden ere-medaille van de stad Baden-Baden  voor zijn verdiensten voor het amusement
- 2015: Saumagen-orde
- 2015: Ohrenorde van de Bürgergesellschaft Keulen

## Presentaties

### Doorlopend
- sinds 2006: Die große Show der Naturwunder, Das Erste
- sinds 2010: Elstners Reisen, SWR televisie

### Voorheen/eenmalig
- 1968-1974: Spiel ohne Grenzen, Das Erste - als co-presentator
- 1969-1973: Punkt, Punkt, Komma, Strich, Das Erste
- 1972-1973: Spectaculum, Das Erste
- 1974–1979: Die Montagsmaler, Das Erste
- 1976: Die Goldene Kamera, Das Erste
- 1981–1987: Wetten, dass..?, ZDF
- 1982–1988: Menschen, ZDF
- 1983-1992: Wir stellen uns, ZDF
- 1986-1994: Die stillen Stars, ZDF
- 1988-1990: Nase vorn, ZDF
- 1992: Elstner und die Detektive, ZDF
- 1993-1995: Aber Hallo - Die Frank Elstner-Show, RTL
- 1994: Flieg mit Air-T-L, RTL
- 1994-1998: Jeopardy!, RTL
- 1995-1997: April, April, RTL
- 1997: Eduard Zimmermann: Meine größten Fälle, ZDF
- 1999-2011: Deutsche Fernsehlotterie, Das Erste
- 2000-2015: Menschen der Woche, SWR televisie
- 2002–2009: Verstehen Sie Spaß?, Das Erste
- 2004-2005: Einfach Millionär!, Das Erste
- 2006-2008: Die Besten im Südwesten, SWR televisie
- 2007–2011: Das unglaubliche Quiz der Tiere, Das Erste
- 2007-2015: Ein bisschen Spaß muss sein!, SWR televisie
- 2009: Die Goldene Kamera, Das Erste
- 2011: Show für Deutschland, Das Erste
- 2012: Das NRW-Duell Extra lustig, WDR televisie